# Naomi Baki
Naomi Baki (geb. 1985, Raja, Western Bahr el Ghazal, Südsudan) ist eine französisch-südsudanesische Schriftstellerin und Botschafterin für den Südsudan. Ihre Muttersprache ist Kresh.

## Leben
Baki kam 2011 mit ihrer Tochter Caroline als Flüchtling nach Frankreich  und erhielt 2015 die französische Staatsbürgerschaft. Sie veröffentlichte 2013 die Autobiographie, Je suis encore vivante („Ich lebe noch“) in Französisch, in welcher sie ihre lange und schwierige Reise aus der Gefangenschaft in die Freiheit beschreibt.

### Kampf gegen Kinderhandel
Dieses Buch wurde durch den Professor Sebastien Fath einer breiten Öffentlichkeit bekannt gemacht. Es erhielt großes Medienecho und wurde auch in France 3 besprochen. und in der Tageszeitung La Croix.
Als Motivationsrednerin besucht sie seither Schulen, Buchmessen und Kirchen, um ihre Geschichte zu erzählen. Außerdem reist sie auch in verschiedene Länder wie Ungarn und die Vereinigten Staaten (Texas), wo sie sich als Botschafterin gegen Kinderhandel einen Namen macht.

### Fundraising für Südsudan
Baki hat in verschiedenen Fundraising-Veranstaltungen für Frauenbildung in Wau im Südsudan Werbung gemacht in Zusammenarbeit mit der Episcopal Church of South Sudan. Diese Initiativen wurden auch im Wau Diocese Journal (Südsudan) bekannt gemacht.
Baki spricht offen über ihren christlichen Glauben. In einem Interview mit der französischen protestantischen Website Regardsprotestants im Mai 2016 betonte sie, dass 'ein Flüchtling zu sein' keine Identität ist, sondern nur ein Übergang.